# August von Stahr
August Ferdinand Adolf von Stahr (* 15. Februar 1807 in Frankenstein; † 28. Mai 1878 in Potsdam) war ein preußischer Generalleutnant und Kommandant der Festung Luxemburg.

## Leben

### Herkunft
August war der Sohn des preußischen Kapitäns Karl Adolf von Stahr (1744–1815) und dessen Ehefrau Henriette Auguste, geborene Lührmann (1778–1845). Sein Vater war Kommandant von Ottmachau und später Stallmeister an der Ritterakademie in Liegnitz.

### Militärkarriere
Stahr besuchte die Kadettenhäuser in Kulm und Berlin. Anschließend wurde er am 8. April 1824 als Unteroffizier dem 22. Infanterie-Regiment der Preußischen Armee überwiesen und avancierte bis Mitte März 1827 zum Sekondeleutnant. Zur weiteren Ausbildung absolvierte er 1830/33 die Allgemeine Kriegsschule, war anschließend 1834/41 als Lehrer an der Divisionsschule der 12. Division und stieg zwischenzeitlich zum Premierleutnant auf. Unter Beförderung zum Hauptmann wurde Stahr am 18. Juni 1846 Kompaniechef in seinem Regiment. Während der Unruhen in Polen nahm er am Gefecht bei Raczkow und im Jahr darauf bei der Niederschlagung der Märzrevolution an den Straßenkämpfen in Breslau teil. Am 12. Juni 1850 wurde er zur Ausbildung des Fürsten von Hohenzollern-Sigmaringen abkommandiert, um ihn in der Führung einer Kompanie zu unterrichten. Am 15. November 1851 zum Major befördert, wurde er am 1. Oktober 1852 Bataillonskommandeur. Am 18. September 1853 folgte seine Ernennung zum Kommandeur des II. Bataillons im 23. Landwehr-Regiment in Groß Strehlitz. Von dort wurde Stahr am 9. Mai 1854 als Kommandeur des I. Bataillons im 10. Landwehr-Regiment nach Breslau versetzt und am 8. April 1857 zum Oberstleutnant befördert. Unter Stellung à la suite beauftragte man ihn am 19. Mai 1859 zunächst mit der Führung des 1. Infanterie-Regiments in Königsberg und ernannte ihn am 31. Mai 1859 unter Beförderung zum Oberst zum Regimentskommandeur. Mit seinem Verband wurde Stahr 1863 wegen der polnischen Unruhen an die Grenze kommandiert, um dort die Kreise Oletzko und Lyck zu schützen.
Unter Stellung à la suite wurde Stahr am 7. April 1863 Kommandeur der 5. Infanterie-Brigade, mit der er von Anfang August bis Ende Dezember 1863 zur Grenzsicherung bei Thorn im Einsatz war. Am 25. Juni 1864 folgte seine Versetzung als Kommandant der Bundesfestung nach Luxemburg und zugleich fungierte er auch als Führer der Besatzungsbrigade. Er beantragte seinen Abschied, der jedoch angesichts des Deutschen Krieges abgelehnt wurde. Stattdessen erhielt Stahr am 11. Juli 1866 das Kommando über die 2. kombinierten Landwehr-Infanterie-Division  (bestehend aus den Landwehr-Regimentern Nr. 2, 12, 20, 24 und 31) in Dresden. Nach der Demobilisierung war er wieder Kommandant in Luxemburg und wurde am 20. September 1866 zum Generalleutnant befördert. Am 10. November 1866 wurde er unter Verleihung des Sterns zum Roten Adlerordens II. Klasse mit Eichenlaub mit Pension zur Disposition gestellt. Außerdem bekam er am 2. März 1867 das Großoffizierskreuz des Ordens der Eichenkrone.
Für die Dauer der Mobilmachung anlässlich des Krieges gegen Frankreich wurde er 1870/71 als Kommandierender General des Stellvertretenden Generalkommandos des Gardekorps wiederverwendet und bei seiner Verabschiedung mit dem Roten Adlerorden I. Klasse mit Eichenlaub geehrt. Er starb am 28. Mai 1878 in Potsdam.

### Familie
Am 10. Mai 1831 heiratete Stahr in Reichenstein, Kreis Frankenstein Pauline Ottilie Amalie Winter (1804–1853), eine Tochter des reichensteiner Senators und Kaufmanns Ludwig Winter. Aus der Ehe gingen die beiden Söhne Paul Adolf (* 1832) und der spätere preußische Major Louis (1835–1881) hervor.